# Frimário

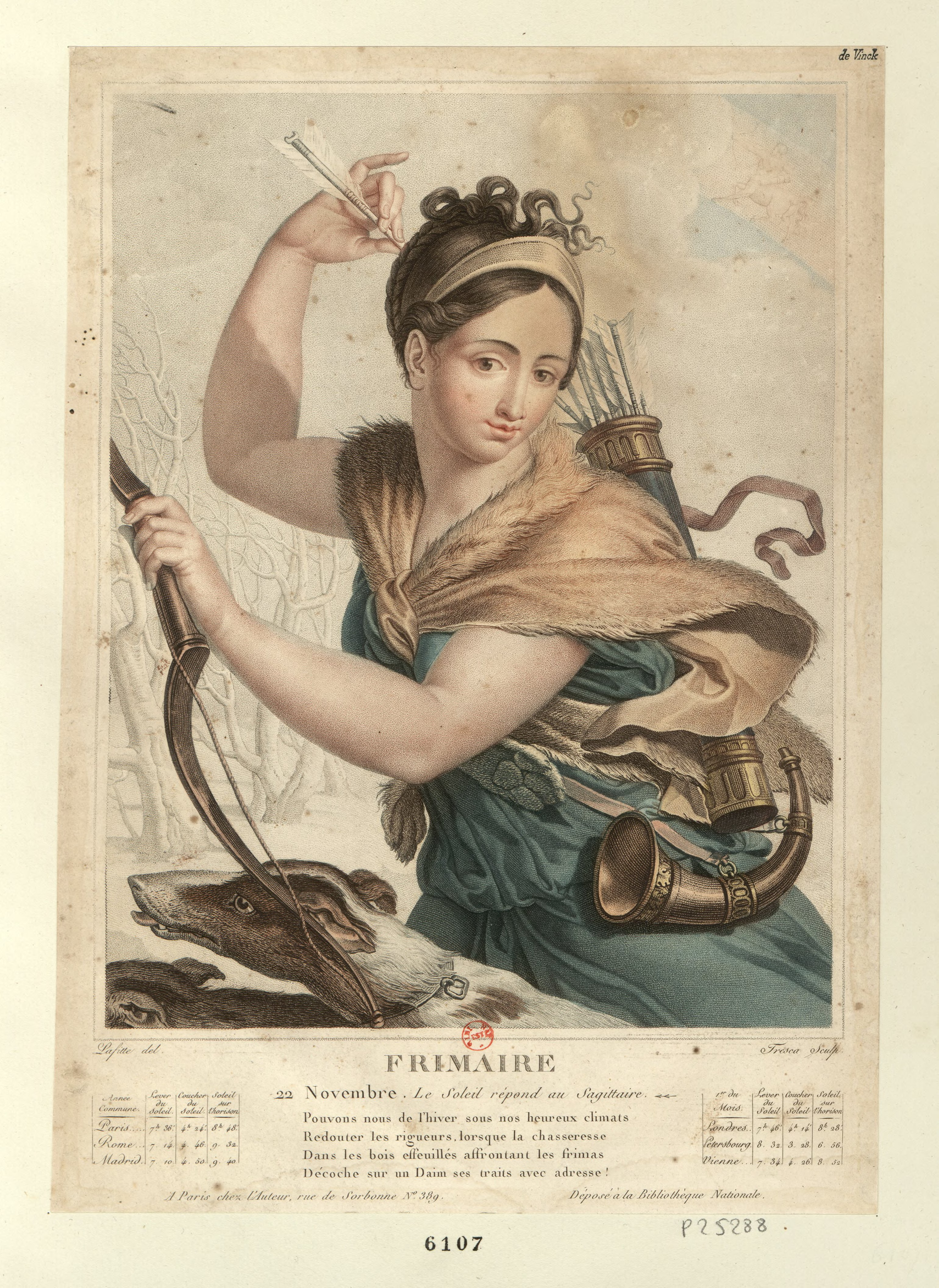
Alegoria do Frimário

Frimário (frimaire em francês) era o terceiro mês do Calendário Revolucionário Francês que esteve em vigor na França de 22 de setembro de 1792 a 31 de dezembro de 1805.
O frimário correspondia geralmente ao período compreendido entre 21 de novembro e 20 de dezembro do calendário gregoriano; recobrindo, aproximadamente, o período durante o qual o sol atravessa a constelação zodiacal de Sagitário.
O nome se deve ao "frio, por vezes seco, por vezes úmido, que se faz sentir de novembro a dezembro", de acordo com os termos do relatório apresentado à Convenção em 3 brumário do ano II (24 de outubro de 1793) por Fabre d'Églantine, em nome da "comissão encarregada da confecção do calendário".